# Rayon jovien

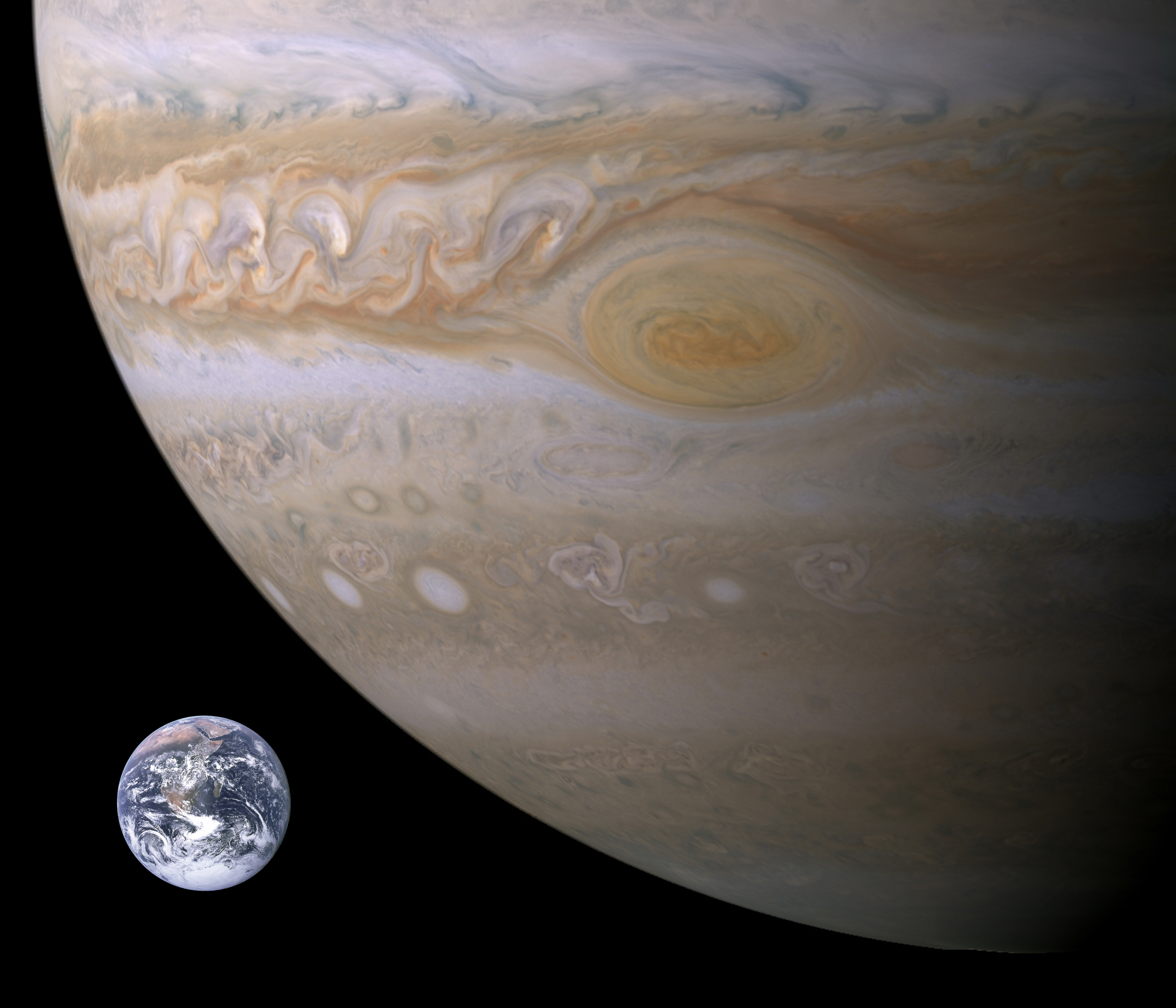
Comparaison visuelle approximative de Jupiter, de la Terre et de la Grande Tache rouge. L'échelle approximative est de 44 km/px.

En astronomie, le rayon jovien (RJ, RJup ou encore R♃) est une unité de longueur couramment employée pour exprimer le rayon des objets substellaires, notamment des exoplanètes géantes gazeuses et des étoiles naines brunes.
Il représente habituellement le rayon équatorial de la planète Jupiter à une pression de 1 bar, soit 71 492 km. Le rayon moyen volumétrique vaut lui 69 911 km. Le rayon polaire vaut 66 854 km, soit 10,973 rayons terrestres.